# Zeche Eleonore (Witten)
Die Zeche Eleonore war ein Bergwerk in Bommern. Das Bergwerk war auch unter den Namen Zeche Eleonora,  Zeche Eleonore im Hetberge oder Zeche Leonore bekannt. Es gehörte zum Bergwerkseigentum der Familie von Elverfeldt.

## Geschichte

### Die Zeit als Eleonore
Am 24. August 1716 erfolgte die Verleihung eines Längenfeldes zusammen mit der Zeche Nachtigall, da das Längenfeld in der Vierung des Grubenfeldes der Zeche Nachtigall lag. Im Jahr 1739 wurde die Zeche zusammen mit der Zeche Nachtigall betrieben. Der Stollen lag westlich der Frielinghauser Straße und der Straße Auf Steinhausen. Am 24. August 1743 erneute Verleihung der Berechtsame im Flöz Kreftenscheer 2. Das Flöz Kreftenscheer hatte im Bereich des gemuteten Feldes eine Mächtigkeit von 1,25 Meter und ein Einfallen von elf bis 13,1 Gon. Am 14. Februar 1764 legte der Baron von Elverfeldt eine erneute Mutung auf das Feld ein. Er reichte die Mutung beim Bergmeister Friedrich Heintzmann ein. Im Jahr 1769 war das Bergwerk nachweislich in Betrieb. Am 9. August 1774 wurde das Baufeld vermessen. Im Jahr 1783 erfolgte der Betrieb im Baufeld Eleonore Westflügel.
Am 29. Juni des Jahres 1784 wurde das Bergwerk durch den damaligen Leiter des Bergamtes, den Freiherrn vom Stein befahren. Die Zeche Eleonore war eines von 63 Bergwerken, welches vom Stein auf seiner Reise durch das märkische Bergrevier befuhr. Der Stollen hatte zu diesem Zeitpunkt eine Länge von 130 Metern. Vom Stein machte in seinem Protokoll Angaben über den Zustand und die Leistungsfähigkeit des Bergwerks. Insbesondere bemängelte er das zu hoch angesetzte Gedinge der Hauer. Er gab Anweisung, das Gedinge durch ein Probehauen neu zu bemessen. Im Jahr 1785 erneute Vermessung des Grubenfeldes. Ab 1787 war das Bergwerk wieder in Betrieb. Ab dem Jahr 1790 wurde die Kohle zur Kohlenniederlage an der Ruhr transportiert. In den Jahren 1796, 1800 und 1805 war das Bergwerk nachweislich in Betrieb. Im Februar 1807 wurde der Anteil des Grubenfeldes der Zeche Nachtigall unter dem Namen Eleonore Nr. 2 übernommen. Im Jahr 1815 war die Kohle über der Stollensohle abgebaut und am 5. August des Jahres 1815 erfolgte die Stilllegung der Zeche Eleonore. Danach war das Bergwerk noch einige Jahre bis zum Jahr 1819 in Betrieb. Am 15. Juli des Jahres 1824 wurde ein Vertrag zur Bildung einer Betriebsgemeinschaft mit der Zeche Nachtigall unter dem Namen Zeche Eleonore & Nachtigall geschlossen.

### Eleonore & Nachtigall
Durch den Vertrag von 1824 bildeten die Zechen Theresia, Nachtigall und Eleonore eine Betriebsgemeinschaft. Diese Betriebsgemeinschaft war auch unter den Namen Eleonora & Nachtigall, Nachtigall & Eleonore oder Nachtigaller Zeche bekannt. Im selben Jahr beschlossen die Gewerken eine tiefere Lösung durch den Widerlage Stollen. Im April 1825 erfolgte die Inbetriebnahme, der Widerlage Stollen wurde für die Förderung erweitert und das Grubenfeld ausgerichtet. Im Jahr 1827 wurde mit dem Abbau begonnen, die Förderung erfolgte durch den Widerlage Stollen zum Kohlenmagazin an der Ruhr. Im Jahr 1829 wurde zusammen mit vier weiteren Zechen die Muttentalbahn gebaut. Im Jahr 1831 wurde ein Abhauen zur Verbindung mit dem St. Johannes Erbstollen erstellt, damit das Grubenwasser über den Erbstollen abgeleitet werden konnte. Am 25. April 1832 wurde der unter der St. Johannes Erbstollensohle geplante Tiefbaubereich ausgegliedert. Vom 6. März 1837 bis zum 9. Januar 1838 erfolgte eine teilweise Konsolidation zur Zeche Vereinigte Nachtigall, der Restbetrieb wurde in Fristen erhalten. Im April 1844 erfolgte die Wiederinbetriebnahme über der St. Johannes Erbstollensohle, am 9. Mai 1847 die endgültige Betriebseinstellung. Vom 4. Mai bis zum 30. November 1854 wurde der Restbetriebes zur Zeche Nachtigall Tiefbau konsolidiert.

## Förderung und Belegschaft
Die ersten Förderzahlen stammen aus dem Jahr 1828, es wurden 90.000 Scheffel Steinkohle abgebaut. Die ersten Belegschaftszahlen stammen aus dem Jahr 1829, damals waren sieben Bergleute auf dem Bergwerk beschäftigt. Im Jahr 1835 wurde eine Kohleförderung von rund 5000 Tonnen Steinkohle erzielt. Im Jahr 1844 wurden 16.034 Scheffel Steinkohle gefördert und im darauffolgenden Jahr mit bis zu 12 Bergleuten 2.886 Scheffel Steinkohle. Die letzten bekannten Belegschafts- und Förderzahlen des Bergwerks stammen aus dem Jahr 1847, in diesem Jahr waren sechs Bergleute auf dem Bergwerk beschäftigt, die eine Förderung von 8.786 Scheffel Steinkohle erbrachten.